# Hyponymi
Hyponymi, eller extensionell inklusion, är det semantiska förhållandet mellan hyperonymer (överordnade begrepp) och hyponymer (underordnade begrepp).  Allmänt kan man säga att ”Uttrycket A är en hyponym till uttryck B om betydelsen av B är en del av betydelsen av A och A är underordnad B”. Exempelvis är lax en hyponym till fisk och fisk är hyponym till djur osv. och omvänt är djur en hyperonym till fisk, som är en hyperonym till lax. Uttryck som är underordnade samma hyperonym kallas ko-hyponymer.
Hyperonymirelationer användes redan av Aristoteles för att klassificera växter och djur.

## Informationsinnehåll kontra extension
Antalet gemensamma egenskaper för alla företeelser som omfattas av ordet ”apa” är mycket färre än antalet egenskaper som företeelser som omfattas av ordet ”schimpans”. Detta eftersom alla schimpanser liknar varandra mer än alla apor liknar varandra. Ordet ”schimpans” har alltså ett större informationsinnehåll. Däremot har ordet ”apa” en högre extension (betydelsevidd) – många olika djur räknas till gruppen apor.

## Problem med begreppet
Hyponymi är enklast att tillämpa på substantiv som i exemplen ovan, även om det inte alltid är enkelt (vad är exempelvis en hyperonym till ordet smuts?). Än svårare kan det vara med andra ordklasser. Ändå återfinns i grammatiken termer som verba dicendi (sägeverb), verba sentiendi (förnimmelseverb), verba cogitandi (tankeverb), etc.

## I lexikografin
I enspråkiga lexikon ges ofta ordboksdefinitionen i form av en hyperonym till uppslagsordet. Detta fungerar väl så länge hyperonymen är mer känd än hyponymen, vilket är fallet för ord som är mindre kända av ordbrukarna. Definitioner av välkända begrepp blir däremot lätt meningslösa ur informationssynpunkt. Det finns dock forskare som menar att det är möjligt att finna ett litet antal ord vilka kan fungera som ultimata deskriptorer, så kallade semantiska primitiver. Den mest kända företrädaren för denna idé (som går tillbaka på filosofen Leibniz) är lingvisten Anna Wierzbicka.